# Bernardino Rossi
Pour les articles homonymes, voir Rossi.
Ne doit pas être confondu avec Bernardino de Rossi, peintre italien baroque.
Bernardino Rossi, né en 1803 à Cortile et mort à Modène en 1865, est un peintre néoclassique italien du XIXe siècle.

## Biographie
Rossi a commencé ses études artistiques à Carpi avant d'aller de l'avant à l'Académie Atestina de Modène sous la tutelle de Giuseppe Pisani. Il put aussi se perfectionner à Rome et à Florence entre 1825 et 1830 avec Adeodato Malatesta, son ami fraternal et plus tard beau-frère, en étant élève de Pietro Benvenuti. En 1830, il fit parvenir à Florence le retable de Camille de Lellis et du bienheureux Hippolyte Galantini qu'il venait de terminer. Il retourna ensuite à Modène où il peignit pour François IV de Modène une toile de sa femme Marie-Béatrice de Savoie accompagnée de ses fils suivant le style de la période Biedermeier. Entre 1835 et 1840, il peignit plusieurs monacaziones pour les festivités de la gloire d'Este. Durant sa carrière, il reçut beaucoup de commandes locales et de hautes instances et peignit beaucoup de scènes religieuses sacrées,,. Outre sa vie d'artiste, il se maria avec la sœur de Malatesta, Lucia Malatesta. Il mourut en 1865.

## Œuvres
Liste non-exhaustive de ses peintures :
- Les Fils de François IV de Modène dans le jardin du Château du Catajo, huile sur toile, avant 1830 ;
- Lucia Malatesta et ses enfants, huile sur toile, avant 1838.

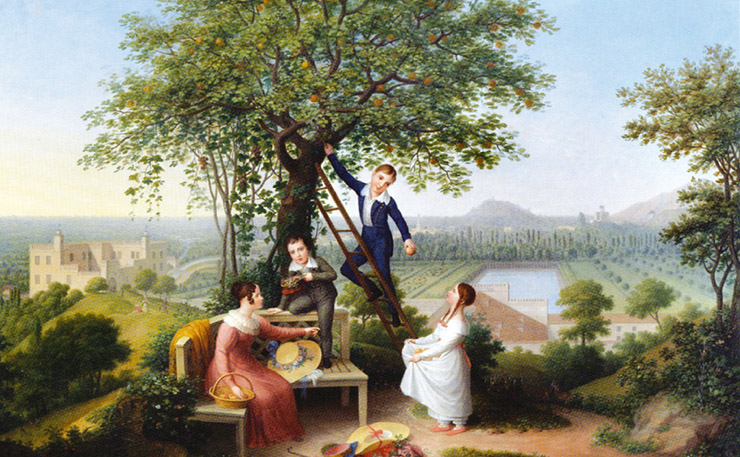
Les Fils de François IV de Modène dans le jardin du Château du Catajo Avant 1830
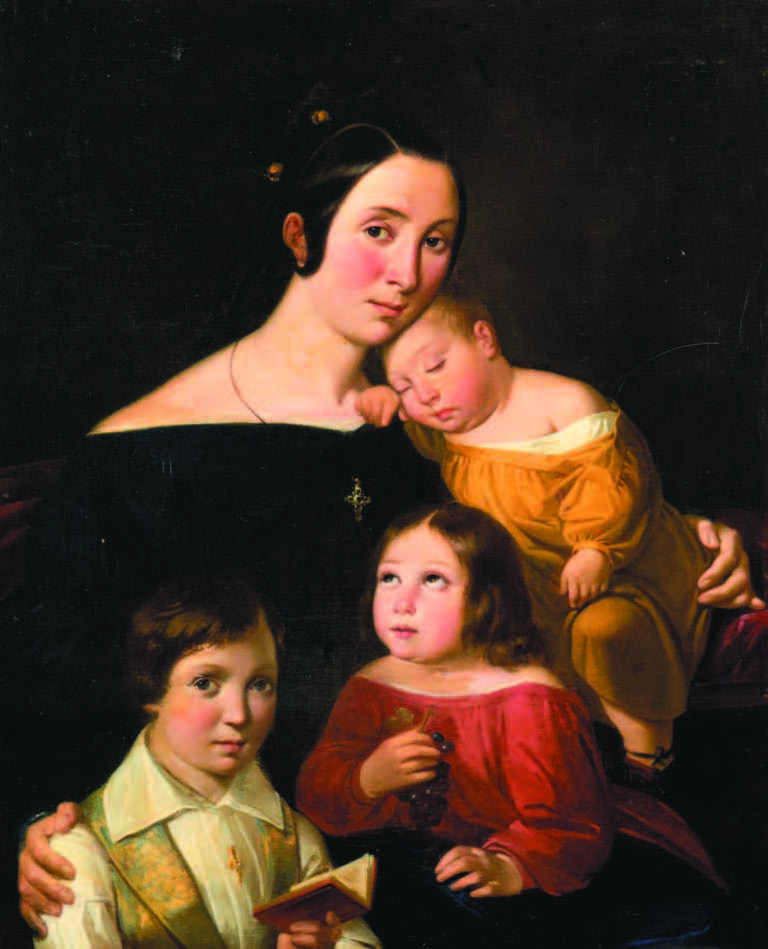
Lucia Malatesta et ses enfants Avant 1838